# Un bacio sotto l'albero
Un bacio sotto l'albero (Fir Crazy) è un film TV canadese del 2013.

## Trama
Elise MacReynolds, donna in carriera a cui non piace il Natale, viene nello stesso giorno licenziata e lasciata dal fidanzato. Decide quindi di accettare di sostituire i genitori nell'annuale vendita di alberi di Natale in strada a Manhattan. La vendita avviene davanti a un negozio di arredamenti, il cui proprietario Gary Dixon, non tollera la presenza degli alberi alle sue vetrine e inizia quindi una guerra con Elise. Un cliente, Darren Foster, inizia a corteggiare Elise, venendo più volte a comprare alberi di Natale, per chiederle di uscire con lui. Un giorno i vigili del fuoco, dopo una segnalazione di Dixon, intervengono sequestrando gli alberi, ma Elise, grazie anche all'aiuto di Darren, riesce a incontrare Dixon e a convincerlo a desistere.

## Produzione
Il film è ambientato a New York, ma è stato girato a Toronto.

### Cast
- Sarah Lancaster: Elise MacReynolds
- Eric Johnson: Darren Foster
- Colin Mochrie: Gary Dixon
- Greg Calderone: Shane
- Inga Cadranel: Nanci
- John Bregar: Lance
- Marqus Bobesich: Bob
- Rishma Malik: Mrs. Gardner

## Distribuzione

### Data di prima visione
Le date di prima visione internazionali sono state:
- 24 novembre 2013 negli Stati Uniti d'America;
- 21 dicembre 2013 in Francia (Le bonheur au pied du sapin);
- 20 dicembre 2015 in Spagna (Navidad en Manhattan);
- 6 dicembre 2016 in Italia.